# Solos (langue)
Pour les articles homonymes, voir Solos.
Le solos est une des langues de Nouvelle-Irlande, parlée par 3 200 locuteurs dans la province de Bougainville, au sud-ouest et au centre de Buka.